# Ditassa imbricata
Ditassa imbricata är en oleanderväxtart som beskrevs av Fourn.. Ditassa imbricata ingår i släktet Ditassa och familjen oleanderväxter. Inga underarter finns listade i Catalogue of Life.